# 切爾沃納吉爾卡 (別利亞耶夫卡區)
46°39′47″N 30°13′12″E / 46.66306°N 30.22000°E
切爾沃納-希爾卡（烏克蘭語：Червона Гірка）是位於烏克蘭西南部的村莊，由敖德萨州敖德萨区的維霍達市鎮負責管轄。該村始建於1924年，面積0.91平方公里，海拔高度92米，2001年人口459，人口密度每平方公里504.4人。